# She’s In Control
She’s In Control är ett musikalbum från 2004 av den kanadensiska musikduon Chromeo. Det var gruppens debutalbum.

## Låtlista
1. Me & My Man
2. Needy Girl
3. You’re So Gangsta
4. Woman Friend
5. Destination: Overdrive
6. Rage!
7. Since You Were Gone
8. Way Too Much
9. Mercury Tears
10. Ah Oui Comme Ca
11. She’z N Control
12. You’re So Gangsta (Playgroup Remix)
13. Me & My Man (Chromeo vs Whitey ’Fly Whitey’ Mix)
14. Destination: Overdrive (DFA Remix)